# Prosper Depredomme
Prosper Depredomme, né le 26 mai 1918 à Thouars et mort le 8 novembre 1997 à Anderlecht, est un coureur cycliste belge. Il a notamment remporté Liège-Bastogne-Liège en 1946 et 1950.

## Palmarès
- 1937
  - Bruxelles-Mouscron
  - Bruxelles-Lincent
- 1938
  - 1re et 3e étapes du Tour de Belgique indépendants
  - Circuit des trois frontières
  - 3e du Tour de l'Ouest
- 1942
  - GP Westkredit - Omloop der Vlaamse Bergen
  - Omnium de la Route :
    - Classement général
    - 1re étape (contre-la-montre)

  - Grand Prix Bruxelles
  - 2e du Circuit de Belgique
  - 4e du Grand Prix des Nations
- 1943
  - Grand Prix de la ville de Zottegem
  - 2e de Anvers-Gand-Anvers
  - 2e du Circuit des trois villes sœurs
  - 8e de Liège-Bastogne-Liège
- 1945
  - 2e du Circuit des Ardennes flamandes - Ichtegem
  - 3e du championnat de Belgique de poursuite
- 1946
  - Liège-Bastogne-Liège
- 1947
  - Circuit de Campine
  - Circuit des Trois Bois
  - 5e étape du Tour de Luxembourg
  - 1rea étape du GP Prior (contre-la-montre par équipes)
  - 3e du Circuit des régions flamandes
  - 3e du Grand Prix de L'Équipe
  - 7e de la Flèche wallonne
  - 7e du Tour de Suisse
  - 7e du Tour de Romandie
- 1948
  - 2e de Zurich-Lausanne
  - 9e de Paris-Bruxelles
- 1949
  - 2e du championnat de Belgique de l'omnium
  - 3e du championnat de Belgique sur route
- 1950
  - Liège-Bastogne-Liège
  - 2e du Week-end ardennais
  - 6e du Championnat de Zurich
  - 9e de Paris-Bruxelles
  - 9e de Milan-San Remo
- 1953
  - 2e du Grote Prijs Dr. Eugeen Roggeman

## Résultats sur les grands tours

### Tour de France
1 participation
- 1947 : abandon (3e étape)

### Tour d'Italie
2 participations
- 1948 : abandon (18e étape)
- 1951 : abandon (3e étape)